# 閻恕
閻恕（1429年—？），字行仁，河南開封府鄭州滎陽縣人，明朝政治人物。同進士出身。

## 生平
天順三年（1459年）己卯科河南鄉試第三十七名，天順四年（1460年）聯捷庚辰科會試第二十七名，殿試登進士第三甲第二十三名。

## 家族
曾祖閻貴。祖父閻生。父亲閻義。